# SIPS 1259-4336
SIPS 1259-4336 is een rode dwerg met een spectraalklasse van M8.V. De ster bevindt zich 25,20 lichtjaar van de zon.